# Tuxpan (Veracruz)
Tuxpan, offiziell Túxpam de Rodríguez Cano, ist eine Stadt im mexikanischen Bundesstaat Veracruz und liegt zwischen Tampico und Veracruz (Stadt). Tuxpan hat etwa 85.000 Einwohner. Die wichtigsten Wirtschaftsfaktoren in Tuxpan sind der Fischfang und der Tourismus. Es gibt gleichnamige Orte in den Bundesstaaten Jalisco und Michoacán. Tuxpan ist Verwaltungssitz des Municipio Tuxpan und Sitz des Bistums Tuxpan.
In der Nähe von Tuxpan liegen bedeutende Ölfelder. Die Stadt liegt am Ufer des Río Tuxpan, der ca. 11 km flussabwärts in den Golf von Mexiko mündet. Da Tuxpan der nächstgelegene Hafen für Mexiko-Stadt ist, spielt Tuxpan eine große Rolle bei der Abwicklung der mexikanischen Importe und Exporte. Tuxpan ist heute primär ein Getreidehafen mit Schwerpunkten bei Sojabohnen und Mais. Offshore-Anlegestellen dienen zum Transfer von Erdöl aus Pipelines zu Öltankern. PEMEX, der staatliche mexikanische Ölkonzern betreibt ein Werk zum Bau und zur Wartung von Ölplattformen, die im Golf von Mexiko eingesetzt werden.
Der Hafen von Tuxpan ist in der Lage, auch Supertanker abzufertigen. Wegen des zunehmenden Handelsschiff-Verkehrs in Veracruz wurde das Hauptquartier der Golfflotte der mexikanischen Marine nach Tuxpan verlegt. Dort sind mehrere Kriegsschiffe stationiert, unter anderem drei Fregatten der Knox-Klasse namens Allende, Abasolo und Victoria, die in den sechziger Jahren in den USA gebaut und nach ihrer Außerdienststellung durch die US Navy an Mexiko verkauft wurden.
1956 setzten Fidel Castro und sein Bruder Raúl Castro gemeinsam mit Che Guevara auf ihrer berühmten Reise mit der Motorjacht Granma vom Hafen Tuxpan nach Kuba über, um die kubanische Revolution zu beginnen.
Im Süden der Stadt liegt ein 495 MW Kraftwerk, das dem unabhängigen Kraftwerksbetreiber Electricidad Aguila de Tuxpan S. de R.L. de C.V. (FET) gehört und Strom an den mexikanischen Staatsbetrieb Comisión Federal de Electricidad liefert.

## Persönlichkeiten
- José Ádem Chain (1921–1991), Mathematiker
- Jorge Fons (1939–2022), Filmregisseur
- Jürgen Damm (* 1992), mexikanisch-deutscher Fußballspieler